# Vorderer Signalkogel
Der Vordere Signalkogel ist ein 906 m ü. A. hoher Berg im Gemeindegebiet von Ebensee am Traunsee am Nordufer des Vorderen Langbathsees. Nach Süden fällt der Berg mit einer steilen Felswand zum Seeufer ab. Nach Westen leitet ein breiter Rücken zum Hinteren Signalkogel über. Die Nord- und Ostflanke ist sanft geneigt. Er ist wegen seiner schönen Aussicht über den See und das Höllengebirge ein beliebter Wanderberg. Am Gipfel befindet sich ein Gipfelbuch.

## Anstiege
Markierte Anstiege
- Weg 841 vom Wanderparkplatz Jagerbachl

## Karten
- ÖK 50, Blatt 66 (Gmunden)